# Agrochola ferruginea
Agrochola ferruginea är en fjärilsart som beskrevs av Ignaz Schiffermüller 1776. Agrochola ferruginea ingår i släktet Agrochola och familjen nattflyn. Inga underarter finns listade i Catalogue of Life.